# Tênis de mesa nos Jogos Pan-Americanos de 2015 - Equipes femininas
A competição por equipes femininas foi um dos eventos do tênis de mesa nos Jogos Pan-Americanos de 2015, em Toronto. Foi disputada no Centro Pan e Parapan-Americano Markham, em Markham entre os dias 19 e 21 de julho.

## Calendário
Horário local (UTC-4).
| Data        | Horário | Fase             |
| ----------- | ------- | ---------------- |
| 19 de julho | 11:00   | Fase de grupos   |
| 20 de julho | 10:00   | Fase de grupos   |
| 20 de julho | 17:00   | Quartas de final |
| 21 de julho | 10:00   | Semifinal        |
| 21 de julho | 17:00   | Final            |

## Medalhistas
|  | USA Estados Unidos                 |  | BRA Brasil                            |  | CAN Canadá                    |  | PUR Porto Rico                            |
|  | Jennifer Wu Lily Zhang Jiaqi Zheng |  | Gui Lin Caroline Kumahara Lígia Silva |  | Alicia Cote Anqi Luo Zhang Mo |  | Carelyn Cordero Adriana Diaz Melanie Diaz |

## Fase de grupos

### Grupo A
| País         | J | V | D | PF | PC | Pts |
| ------------ | - | - | - | -- | -- | --- |
| Brasil (BRA) | 2 | 2 | 0 | 6  | 0  | 4   |
| Cuba (CUB)   | 2 | 1 | 1 | 3  | 3  | 3   |
| Peru (PER)   | 2 | 0 | 2 | 0  | 6  | 2   |

#### Grupo B
| País                       | J | V | D | PF | PC | Pts |
| -------------------------- | - | - | - | -- | -- | --- |
| Estados Unidos (USA)       | 2 | 2 | 0 | 6  | 0  | 4   |
| Argentina (ARG)            | 2 | 1 | 1 | 3  | 3  | 3   |
| República Dominicana (DOM) | 2 | 0 | 2 | 0  | 6  | 2   |

#### Grupo C
| País            | J | V | D | PF | PC | Pts |
| --------------- | - | - | - | -- | -- | --- |
| Canadá (CAN)    | 2 | 2 | 0 | 6  | 3  | 4   |
| Colômbia (COL)  | 2 | 1 | 1 | 4  | 3  | 3   |
| Guatemala (GUA) | 2 | 0 | 2 | 2  | 6  | 2   |

#### Grupo D
| País             | J | V | D | PF | PC | Pts |
| ---------------- | - | - | - | -- | -- | --- |
| Porto Rico (PUR) | 2 | 2 | 0 | 6  | 4  | 4   |
| Chile (CHI)      | 2 | 1 | 1 | 5  | 5  | 3   |
| México (MEX)     | 2 | 0 | 2 | 4  | 6  | 2   |

## Fase final
|  | Quartas de final | Quartas de final     | Quartas de final | Quartas de final | Quartas de final | Quartas de final | Quartas de final |                      |   | Semifinal | Semifinal | Semifinal | Semifinal | Semifinal | Semifinal | Semifinal |  |  | Final | Final                | Final | Final | Final | Final | Final |
|  |                  |                      |                  |                  |                  |                  |                  |                      |   |           |           |           |           |           |           |           |  |  |       |                      |       |       |       |       |       |
|  |                  | Brasil (BRA)         | 3                | 3                | 3                |                  |                  |                      |   |           |           |           |           |           |           |           |  |  |       |                      |       |       |       |       |       |
|  |                  | Colômbia (COL)       | 0                | 0                | 0                |                  |                  |                      |   |           |           |           |           |           |           |           |  |  |       |                      |       |       |       |       |       |
|  |                  | Colômbia (COL)       | 0                | 0                | 0                |                  | Brasil (BRA)     | 2                    | 3 | 3         | 3         |           |           |           |           |           |  |  |       |                      |       |       |       |       |       |
|  |                  |                      |                  |                  |                  |                  |                  | 2                    | 3 | 3         | 3         |           |           |           |           |           |  |  |       |                      |       |       |       |       |       |
|  |                  |                      | Porto Rico (PUR) | 3                | 1                | 0                | 0                |                      |   |           |           |           |           |           |           |           |  |  |       |                      |       |       |       |       |       |
|  |                  | Argentina (ARG)      | Porto Rico (PUR) | 3                | 1                | 0                | 0                | 0                    | 2 | 0         |           |           |           |           |           |           |  |  |       |                      |       |       |       |       |       |
|  |                  | Argentina (ARG)      |                  |                  |                  |                  |                  | 0                    | 2 | 0         |           |           |           |           |           |           |  |  |       |                      |       |       |       |       |       |
|  |                  | Porto Rico (PUR)     | 3                | 3                | 3                |                  |                  |                      |   |           |           |           |           |           |           |           |  |  |       |                      |       |       |       |       |       |
|  |                  |                      |                  |                  |                  |                  |                  |                      |   |           |           |           |           |           |           |           |  |  |       | Estados Unidos (USA) | 3     | 3     | 3     |       |       |
|  |                  |                      |                  | Brasil (BRA)     | 1                | 2                | 0                |                      |   |           |           |           |           |           |           |           |  |  |       |                      |       |       |       |       |       |
|  |                  | Canadá (CAN)         | 3                | 3                | 0                | 3                |                  |                      |   |           |           |           |           |           |           |           |  |  |       |                      |       |       |       |       |       |
|  |                  | Chile (CHI)          | 2                | 0                | 3                | 0                |                  |                      |   |           |           |           |           |           |           |           |  |  |       |                      |       |       |       |       |       |
|  |                  | Chile (CHI)          | 2                | 0                | 3                | 0                |                  | Estados Unidos (USA) | 3 | 3         | 3         |           |           |           |           |           |  |  |       |                      |       |       |       |       |       |
|  |                  |                      |                  |                  |                  |                  |                  | Estados Unidos (USA) | 3 | 3         | 3         |           |           |           |           |           |  |  |       |                      |       |       |       |       |       |
|  |                  |                      | Canadá (CAN)     | 0                | 0                | 0                |                  |                      |   |           |           |           |           |           |           |           |  |  |       |                      |       |       |       |       |       |
|  |                  | Cuba (CUB)           | Canadá (CAN)     | 0                | 0                | 0                | 0                | 0                    | 1 |           |           |           |           |           |           |           |  |  |       |                      |       |       |       |       |       |
|  |                  | Cuba (CUB)           |                  |                  |                  |                  | 0                | 0                    | 1 |           |           |           |           |           |           |           |  |  |       |                      |       |       |       |       |       |
|  |                  | Estados Unidos (USA) | 3                | 3                | 3                |                  |                  |                      |   |           |           |           |           |           |           |           |  |  |       |                      |       |       |       |       |       |

## Classificação final
| Pos.              | Equipe                   | Mesa-tenistas                                   |
| ----------------- | ------------------------ | ----------------------------------------------- |
| Medalha de ouro   | USA Estados Unidos       | Jennifer Wu Lily Zhang Jiaqi Zheng              |
| Medalha de prata  | BRA Brasil               | Gui Lin Caroline Kumahara Lígia Silva           |
| Medalha de bronze | CAN Canadá               | Alicia Cote Anqi Luo Zhang Mo                   |
| Medalha de bronze | PUR Porto Rico           | Carelyn Cordero Adriana Diaz Melanie Diaz       |
| 5                 | ARG Argentina            | Camila Arguelles Ana Codina Agustina Iwasa      |
| 5                 | CHI Chile                | Natalia Castellano Katherine Low Paulina Vega   |
| 5                 | COL Colômbia             | Paula Medina Lady Ruano Angie Umbacia           |
| 5                 | CUB Cuba                 | Lisi Castillo Leisy Jimenez Idalys Lovet        |
| 9                 | DOM República Dominicana | Eva Brito Yasiris Ortiz Johenny Valdez          |
| 9                 | GUA Guatemala            | Mabelyn Enriquez Andrea Estrada Andrea Montufar |
| 9                 | MEX México               | Mercedes Madrid Monica Serrano Yadira Silva     |
| 9                 | PER Peru                 | Angela Mori Janina Nieto Gabriela Soto          |